# Canal Chacabuco-Polpaico
El canal Chacabuco-Polpaico es un curso artificial de agua de 1,1 m³/s para fines de riego que trasvasa desde el año 1915 el vital elemento desde la cuenca del río Aconcagua a través de un túnel en el cordón de Chacabuco para entregarlo al estero Margarita, esto es, en la cuenca del río Maipo. El trasvase ocurre solo cuando el río Aconcagua lleva entre 27 y 30 m³/s o cuando los regantes del Aconcagua no necesitan las aguas y el caudal del río es más de 10 m³/.
La central hidroeléctrica de pasada Las Tórtolas utiliza la energía hidráulica para mover turbinas que generan 2,8 MW de potencia eléctrica.